# Дженифър Е. Смит
Дженифър Е. Смит (на английски: Jennifer E. Smith) е американска редакторка, филмова продуцентка и писателка на произведения в жанра социална драма, любовен роман за юноши, фентъзи и детска литература. В България е издавана като Дженифър Смит.

## Биография и творчество
Дженифър Е. Смит е родена през 1980 г. в Чикаго, Илинойс, САЩ. Завършва университета „Колгейт“ в Хамилтън през 2003 г. с бакалавърска степен по английска филология. Получава магистърска степен по творческо писане от университета на Сейнт Андрюс в Шотландия. След дипломирането си работи като литературен агент и редактор в „Рандъм Хаус“ в Ню Йорк до 2015 г.
Първият ѝ роман „Сезонът на завръщането“ е публикуван през 2008 г., а вторият ю роман „Вие сте тук“ през 2009 г., но нямат успех. След малка почивка и магистърска степен по творческо писане, през 2012 г. е издаден романът ѝ „Теория за любовта от пръв поглед“. Денят е най-лошият за 17-годишната Хадли – само за 4 минути изпуска самолета за Лондон и по всяка вероятност ще закъснее за сватбата на баща си с жена, която не познава. За нея това е знак от съдбата, докато на следващия самолет не среща Оливър. В хаоса на лондонското летище те се разделят, но съдбата е непредвидима. Романът става бестселър в списъка на „Ню Йорк Таймс“ и я прави известна. През 2023 г. романът е екранизиран във филма „Любов от пръв поглед“ с участието на Хейли Лу Ричардсън, Бен Харди и Декстър Флечър.
Следват романите ѝ за юноши „Създателите на бури“, поредицата „Така изглежда щастливата“, „Географията на теб и мен“, „Здравей, довиждане и всичко между тях“ (който е екранизиран през 2022 г. в едноименния филм), „Неочаквана печалба“ и др. Първата ѝ книга с картинки „Създаването на навик“ е издадена през 2021 г., а първият ѝ роман за възрастни, „Непотопяемата Грета Джеймс“, е издаден през 2022 г.
Произведенията на писателката попадат в списъците на бестселърите. Те са преведени на над 30 езика по света.
Дженифър Е. Смит живее със семейството си в Лос Анджелис.

## Произведения

### Самостоятелни романи
- The Comeback Season (2008)[1][2][3]
- You Are Here (2009)
- The Statistical Probability of Love at First Sight (2012)
Теория за любовта от пръв поглед, изд.: ИК „ЕРА“, София (2012), прев. Цветана Генчева
- The Storm Makers (2012)
- The Geography of You and Me (2014)
- Hello, Goodbye, And Everything In Between (2015)
- Windfall (2017)
- Field Notes on Love (2019)
- The Unsinkable Greta James (2022)

### Поредица „Така изглежда щастливата“ (This Is What Happy Looks Like)
1. This Is What Happy Looks Like (2013)[1][3]
2. Happy Again (2015) – новела[2]

### Детска литература
- The Creature of Habit (2021) – книга с картинки[1][3]

### Сборници
- Summer days & summer nights (2016) – с Вероника Рот, Касандра Клеър, Франческа Лия Блок, Лий Бардуго, Лев Гросман, Стефани Пъркинс, Либа Брей, Бранди Колбърт, Джон Сковрон, Нина Лакур и Тим Федерле[3]
“Хиляда начина, по които всичко това може да се обърка“ в „Летни дни и летни нощи : 12 любовни истории“, изд.: „Сиела“, София (2016), прев. Деница Райкова

### Екранизации
- 2022 Hello, Goodbye and Everything in Between – с Джордан Фишър и Талия Райдър[2]
- 2023 Love at First Sight – по „Теория за любовта от пръв поглед“, с Хейли Лу Ричардсън, Бен Харди и Декстър Флечър
- ?? Field Notes on Love – по романа, с Дав Камерън и Джордан Фишър